# ساینجارگالین نیام-اوچیر
ساینجارگالین نیام-اوچیر (مغولی: Сайнжаргалын Ням-Очир؛ زادهٔ ۲۰ ژوئیهٔ ۱۹۸۶) جودوکار اهل مغولستان است.
وی در مسابقات کشوری و بین‌المللی در مجموع برندهٔ ۵ مدال طلا، ۵ مدال نقره، ۸ مدال برنز شده‌است.